# Versions (Zola Jesus)
| Recensione | Giudizio |
| ---------- | -------- |
| AllMusic   |          |

Versions è il quarto album discografico in studio della musicista e cantante statunitense Zola Jesus. Il disco, pubblicato nell'agosto 2013, contiene brani già editi riarrangiati in versione darkwave neoclassica.

## Tracce
1. Avalanche (Slow) – 4:55
2. Fall Back – 4:27
3. Hikikomori – 3:42
4. Run Me Out – 3:42
5. Seekir – 3:31
6. Sea Talk – 5:01
7. Night – 3:24
8. In Your Nature – 3:24
9. Collapse – 4:07
10. Vessel – 4:51